# Caleruela
Caleruela es un municipio y localidad española de la provincia de Toledo, en la comunidad autónoma de Castilla-La Mancha. Cuenta con una población de 201 habitantes (INE 2024).

## Toponimia
El topónimo Caleruela indica la base geográfica de este caserío al que se le reconoce, como concejo del estado de Oropesa.

## Geografía
El municipio se encuentra situado en una llanura en la comarca de la Campana de Oropesa y linda con los términos municipales de Herreruela de Oropesa, Torrico, Valdeverdeja y La Calzada de Oropesa, todos de Toledo.

## Historia
La población se funda en 1566. En una relación de finales del siglo XVIII se le llama Carreruela, como es conocido en la comarca.
A mediados del siglo XIX su única industria era un molino de aceite. El presupuesto municipal era de 3000 reales que se cubría con la recolección de yerba y bellota de la dehesa.

## Demografía
Cuenta con una población de 201 habitantes (INE 2024).

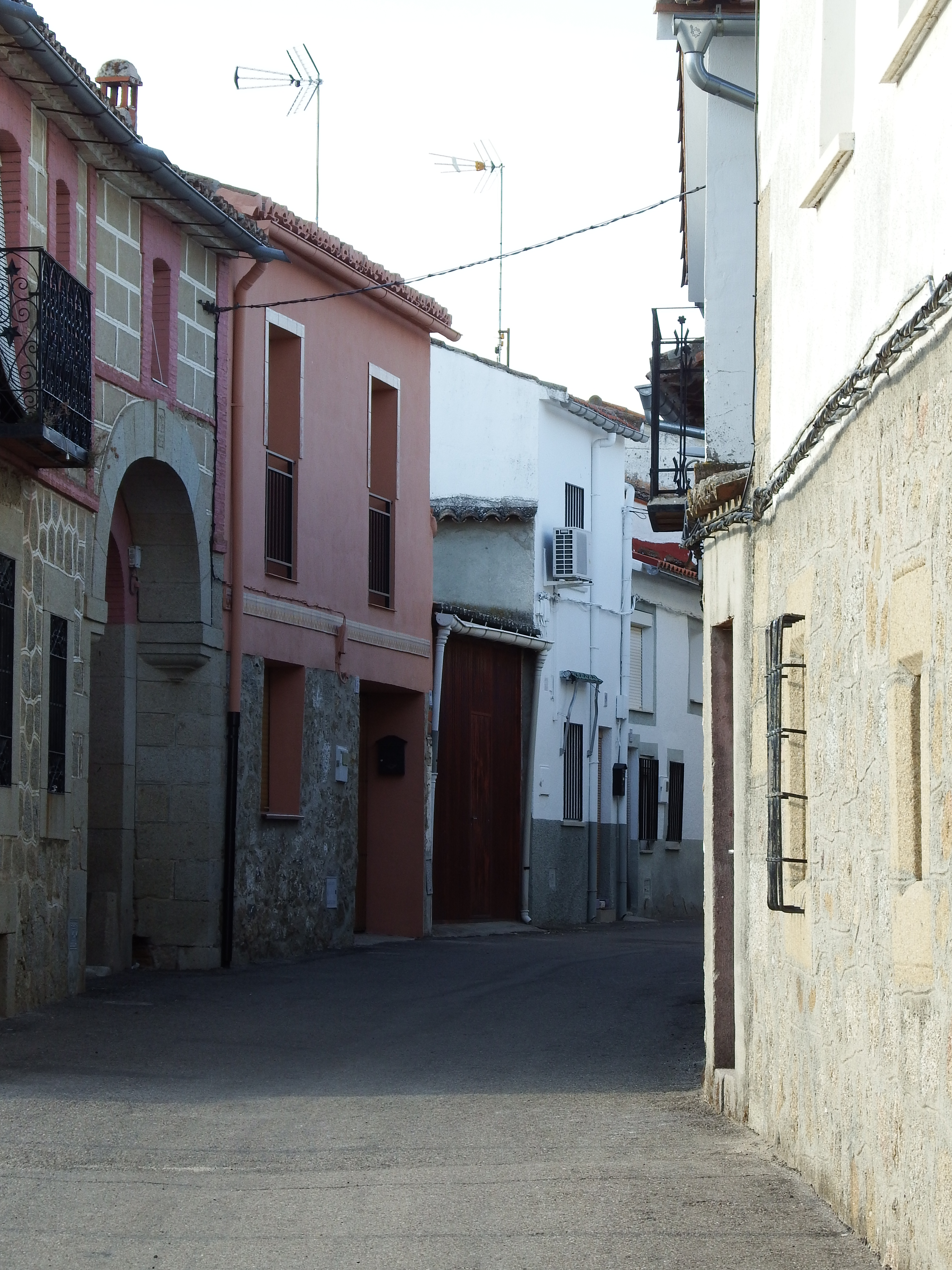
Calle

| Gráfica de evolución demográfica de Caleruela entre 1842 y 2021                                                       |
| |
| Población de derecho según los censos de población del INE. Población de hecho según los censos de población del INE. |

## Política
Desde el inicio de la democracia actual en España, Caleruela ha sido gobernada por Don Vitaliano Rincón Suela, quien empezó en la UCD (Unión de Centro y Democracia) hasta su disolución. Es cuando este pasaría a formar parte del PSOE (Partido Socialista Obrero Español)y ganando las elecciones hasta el 2007, murió en el 2009 y le sucedió en el cargo María Teresa González Rodríguez, actual alcaldesa, perteneciente al PSOE (Partido Socialista Obrero Español), aunque anteriormente fue miembro del PP (Partido Popular).
| Periodo   | Nombre                                                       | Partido |
| --------- | ------------------------------------------------------------ | ------- |
| 1979-1983 | Vitaliano Rincón Suela                                       | UCD     |
| 1983-1987 | Vitaliano Rincón Suela                                       | PSOE    |
| 1987-1991 | Vitaliano Rincón Suela                                       | PSOE    |
| 1991-1995 | Vitaliano Rincón Suela                                       | PSOE    |
| 1995-1999 | Vitaliano Rincón Suela                                       | PSOE    |
| 1999-2003 | Vitaliano Rincón Suela                                       | PSOE    |
| 2003-2007 | Vitaliano Rincón Suela                                       | PSOE    |
| 2007-2011 | Vitaliano Rincón Suela/María Teresa González Rodríguez(2009) | PSOE    |
| 2011-2015 | María Teresa González Rodríguez                              | PSOE    |
| 2015-2019 | María Teresa González Rodríguez                              | PSOE    |
| 2019-2023 | María Teresa González Rodríguez                              | PSOE    |

## Patrimonio

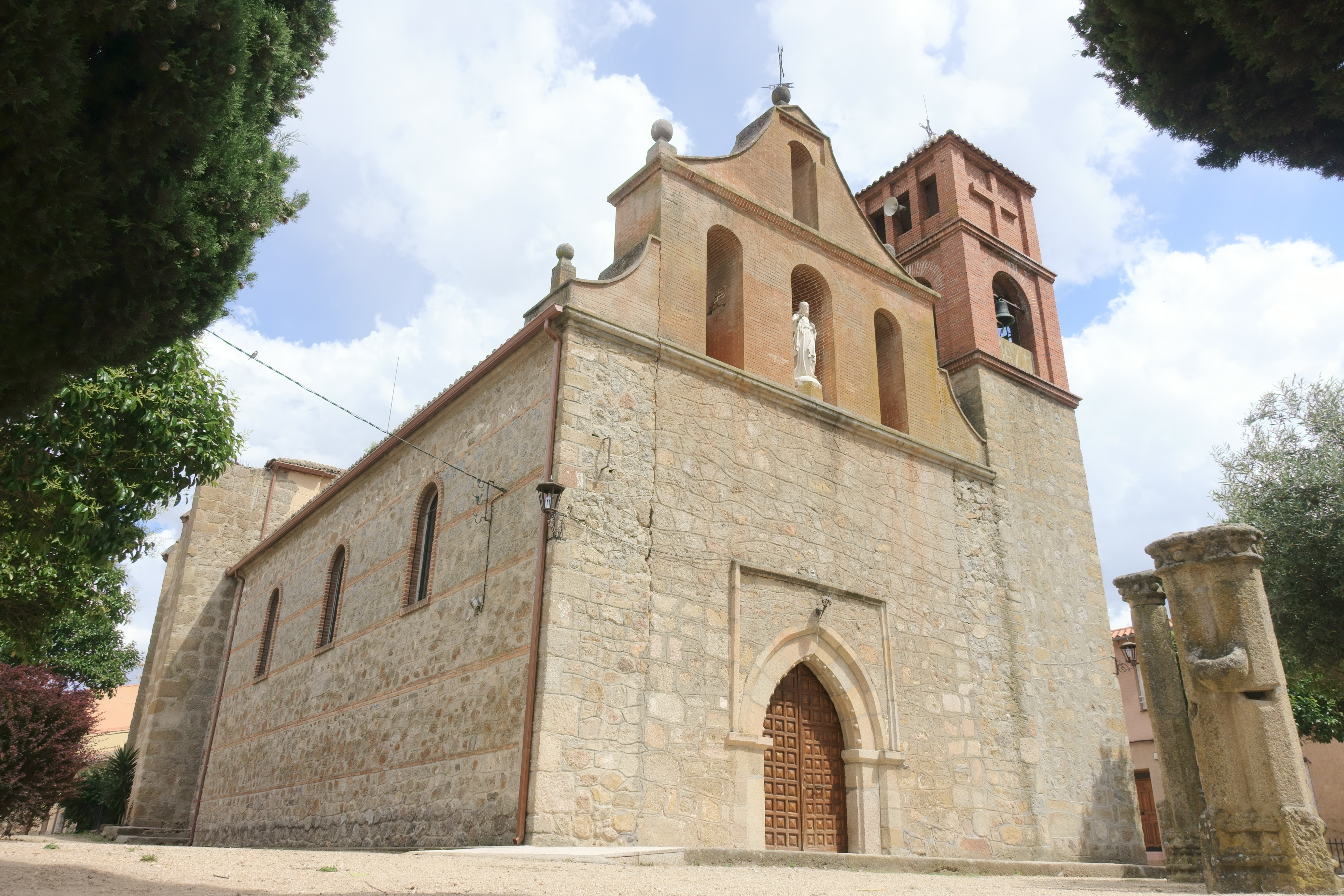
Iglesia de San Juan Evangelista

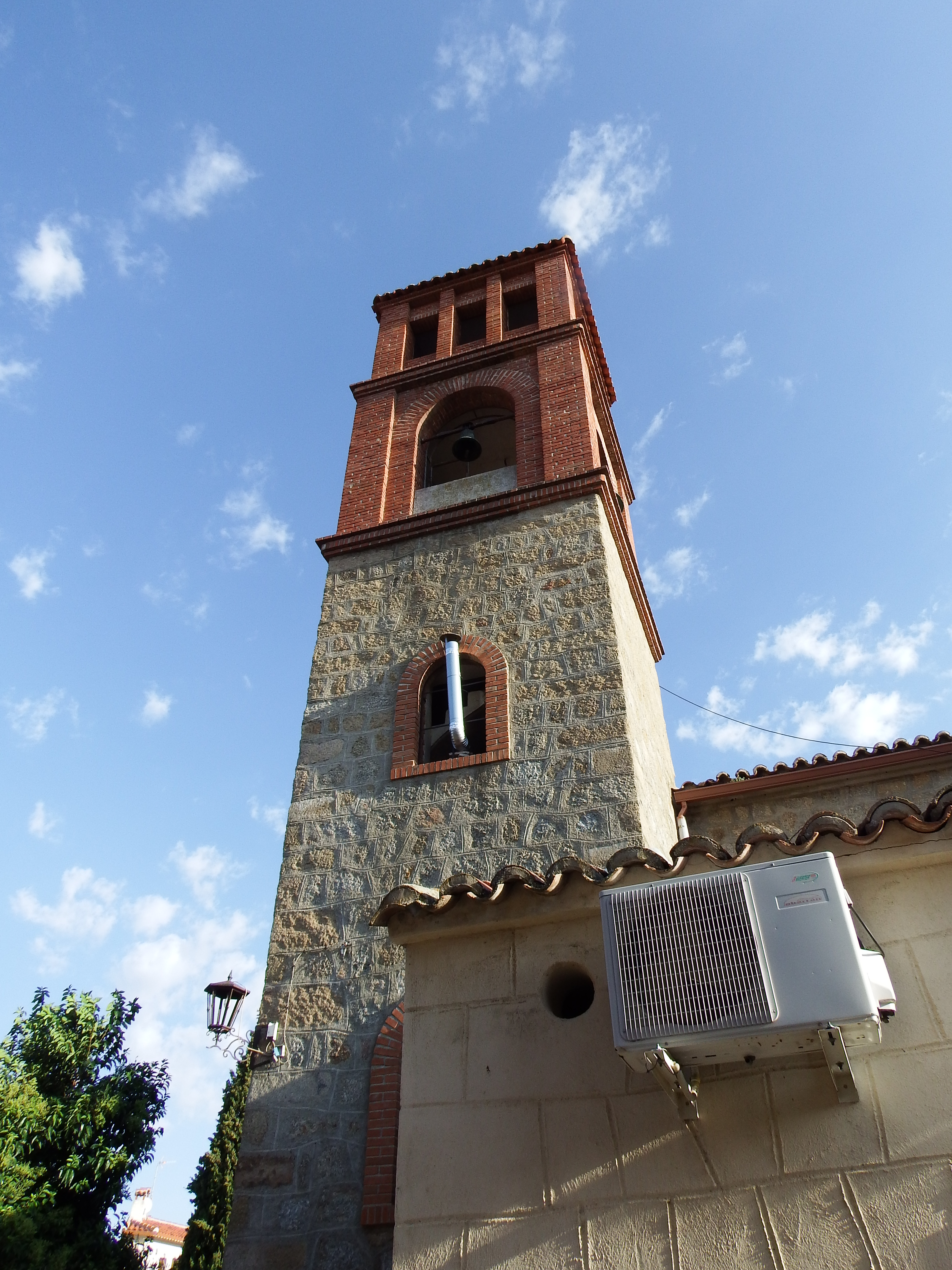
Torre de la iglesia

A destacar la Iglesia parroquial de San Juan Evangelista de estilo plateresco, del siglo XVI.

## Fiestas
- 6 y 7 de mayo: San Juan Evangelista.